# Nadire İnan
Nadire İnan, auch in der Schreibweise Nadja İnan, Nadia İnan oder Nadija İnan anzutreffen (* 10. September 1984 in Mönchengladbach), ist eine ehemalige deutschtürkische Fußballspielerin.

## Karriere

### Vereine
İnan begann in ihrem Geburtsort beim dort ansässigen und 1996 gegründeten FSC Mönchengladbach mit dem Fußballspielen.
Dem Jugendalter entwachsen, rückte sie in die erste Mannschaft auf, mit der sie in der Saison 2002/03 in der drittklassigen Regionalliga West spielte und mit dieser als Neuling den dritten Platz belegte.
Mit Wirkung vom 1. Januar 2004 wurde sie vom FCR 2001 Duisburg unter Vertrag genommen. In der höchsten Spielklasse im deutschen Frauenfußball debütierte sie am 25. April 2004 (16. Spieltag) bei der 1:2-Niederlage im Auswärtsspiel gegen den FFC Heike Rheine mit Einwechslung in der 87. Minute für Patricia Hanebeck. Ihr letztes von fünf Punktspielen – bei vier Ein- und eine Auswechslung und einer Gesamtspielzeit von 91 Minuten – bestritt sie am 31. Mai 2004 (19. Spieltag) beim 3:1-Sieg im Heimspiel gegen den SC 07 Bad Neuenahr.
Vom 1. Januar 2005 bis 30. Juni 2008 gehöre sie zum Kader der SG Wattenscheid 09 der zunächst in der seinerzeit zweigleisigen 2. Bundesliga Nord spielte. Nachdem ihr Verein als Meister der 2. Bundesliga Nord in die Bundesliga aufgestiegen war, kam sie in dieser in drei Punktspielen zum Einsatz.
In der Türkei spielte sie während der Saison 2008/09 für den Erstligisten Sakarya Yenikent Güneşspor aus Adapazarı, der Hauptstadt der Provinz Sakarya, bevor sie sich dem Schweizer Erstligisten FFC Zuchwil 05 in der Saison 2009/10 anschloss, jedoch erst in der Folgesaison in 13 Punktspielen eingesetzt wurde. Nach dem Abstieg aus der Nationalliga A verließ sie den Verein und pausierte bis August 2016. Danach war sie für den FC Baden in der Hinrunde der Saison 2016/17 bis Jahresende 2016 aktiv, bevor sie ihre Karriere beendete.

### Nationalmannschaft
İnan bestritt von 2008 bis 2010 zehn Länderspiele für die Nationalmannschaft der Türkei, in denen sie zwei Tore erzielte. Ihr Debüt am 27. Juni 2008 beim 6:0-Sieg über die Nationalmannschaft Estlands krönte sie mit ihren ersten Tor, dem Treffer zum 3:0 in der 44. Minute. Ihren letzten Einsatz als Nationalspielerin hatte sie am 27. März 2010 beim 2:0-Sieg über die Nationalmannschaft Maltas.

## Erfolge
- Meister 2. Bundesliga Nord 2007 und Aufstieg in die Bundesliga